# Clark Township (Contea di Holmes, Ohio)
Clark Township è una township della contea di Holmes in Ohio.